# راعي (تشريع)
الراعي هو شخص، عادة ما يكون مشرعًا، يقدم مشروع قانون أو قرارًا إلى الهيئة التشريعية للنظر فيه. يُعرف أولئك الذين يدعمونها باسم الرعاة المشاركين أو بالمساهمين.

## الكونجرس الأمريكي
الراعي في كونغرس الولايات المتحدة هو أول عضو في مجلس النواب أو مجلس الشيوخ يتم إدراجه بين المشرعين العديدين الذين يقدمون مشروع قانون للنظر فيه. يتم تحديد اللجان أحيانًا على أنها راعية للتشريعات أيضًا. يُطلق على الراعي أحيانًا اسم «الراعي الأساسي».
على عكس الراعي، فإن «المساهم» هو عضو مجلس الشيوخ أو الممثل الذي يضيف اسمه كمؤيد لمشروع قانون الراعي. «الراعي الأولي» أو «الراعي الأصلي» هو عضو في مجلس الشيوخ أو ممثل تم إدراجه باعتباره أحد الرعاة في وقت تقديم مشروع القانون، بدلاً من إضافته كمشارك في الرعاية في وقت لاحق.  يُعرف المساهم الذي تمت إضافته لاحقًا باسم «الراعي الإضافي». 
يُسمح بعدد غير محدود من المشاركين في رعاية مشروع القانون.  بعض القوانين لها مئات الرعاة.

## روابط خارجية
- ملخصات الراعي / الراعي من مكتبة الكونغرس: (2007-2008) نسخة محفوظة 2009-05-06 على موقع واي باك مشين. . (2005-2006) نسخة محفوظة 2009-05-06 على موقع واي باك مشين. ، (2003-2004) نسخة محفوظة 2009-05-06 على موقع واي باك مشين. ، (2001-2002) نسخة محفوظة 2009-05-06 على موقع واي باك مشين. ، (1999-2000) نسخة محفوظة 2009-05-06 على موقع واي باك مشين. ، (1997-1998) نسخة محفوظة 2009-05-06 على موقع واي باك مشين. ، (1995-1996) نسخة محفوظة 2009-05-06 على موقع واي باك مشين. ، (1993-1994) نسخة محفوظة 2009-05-06 على موقع واي باك مشين. ، (1991-1992) نسخة محفوظة 2009-05-06 على موقع واي باك مشين. ، (1989-1990) نسخة محفوظة 2009-05-06 على موقع واي باك مشين. ، (1987-1988) نسخة محفوظة 2009-05-06 على موقع واي باك مشين. ، (1985-1986) نسخة محفوظة 2009-05-06 على موقع واي باك مشين. ، (1983-1984) نسخة محفوظة 2009-05-06 على موقع واي باك مشين. ، (1981-1982) نسخة محفوظة 2009-05-06 على موقع واي باك مشين. ، (1979-1980) نسخة محفوظة 2008-10-16 على موقع واي باك مشين. ، (1977-1978) نسخة محفوظة 2008-10-16 على موقع واي باك مشين. ، (1977-1978) نسخة محفوظة 2008-10-15 على موقع واي باك مشين. ، و (1975-1976) نسخة محفوظة 2008-10-16 على موقع واي باك مشين. ... .

## الحواشي
1. ↑  "Bills Introduced / Bills Referred / Sponsor (CongressionalGlossary.com)". hobnob blog. TheCapitol.net. مؤرشف من الأصل في 2021-08-02. اطلع عليه بتاريخ 2014-05-03.
2. 1 2 3 4  Johnson, Charles. "How Our Laws Are Made" نسخة محفوظة 2008-08-21 على موقع واي باك مشين., United States House of Representatives (2003).
3. ↑  Fitch, Brad. “Media Relations Handbook for Agencies, Associations, Nonprofits, And Congress” (TheCapitol.Net 2004): “Some bills have hundreds of cosponsors, since members can easily add their support to any bill introduced and sometimes do it verbally without notifying staff.” نسخة محفوظة 2020-05-18 على موقع واي باك مشين.